# Europamästerskapen i friidrott 2024 – Damernas 3 000 meter hinder
Damernas 3 000 meter hinder vid europamästerskapen i friidrott 2024 avgjordes mellan den 7 och 9 juni 2024 på Olympiastadion i Rom i Italien.
Guldet togs av franska Alice Finot efter ett lopp på 9 minuter och 16.22 sekunder, vilket blev ett nytt europaårsbästa. Silvret togs av tyska Gesa Felicitas Krause och bronset togs av brittiska Elizabeth Bird.

## Rekord
| Rekord inför EM 2024 | Rekord inför EM 2024           | Rekord inför EM 2024 | Rekord inför EM 2024 | Rekord inför EM 2024 |
| -------------------- | ------------------------------ | -------------------- | -------------------- | -------------------- |
| Världsrekord         | Beatrice Chepkoech (KEN)       | 8.44,32              | Monaco               | 20 juli 2018         |
| Europarekord         | Gulnara Samitova-Galkina (RUS) | 8.58,81              | Peking, Kina         | 17 augusti 2008      |
| Mästerskapsrekord    | Luiza Gega (ALB)               | 9.11,31              | München, Tyskland    | 20 augusti 2022      |
| Världsårsbästa       | Peruth Chemutai (UGA)          | 8.55,09              | Eugene, USA          | 25 maj 2024          |
| Europaårsbästa       | Gesa Felicitas Krause (GER)    | 9.16,24              | Suzhou, Kina         | 27 april 2024        |

## Program
Alla tider är lokal tid (UTC+1)
| Datum       | Tid   | Omgång      |
| ----------- | ----- | ----------- |
| 7 juni 2024 | 13:05 | Försöksheat |
| 9 juni 2024 | 22:04 | Final       |

## Resultat

### Försöksheat
De åtta första i varje heat 0Q0 kvalificerade sig för finalen.
| Placering | Heat | Namn                    | Nationalitet   | Tid      | Noteringar |
| --------- | ---- | ----------------------- | -------------- | -------- | ---------- |
| 1         | 2    | Alice Finot             | Frankrike      | 9.29,28  | 0Q0, 0SB0  |
| 2         | 2    | Alicja Konieczek        | Polen          | 9.29,76  | 0Q0        |
| 3         | 1    | Stella Rutto            | Rumänien       | 9.30,00  | 0Q0        |
| 4         | 1    | Lea Meyer               | Tyskland       | 9.30,63  | 0Q0        |
| 5         | 2    | Ilona Mononen           | Finland        | 9.31,08  | 0Q0, NU23R |
| 6         | 1    | Gesa Felicitas Krause   | Tyskland       | 9.31,52  | 0Q0        |
| 7         | 1    | Kinga Królik            | Polen          | 9.31,84  | 0Q0        |
| 8         | 2    | Elizabeth Bird          | Storbritannien | 9.32,87  | 0Q0, 0SB0  |
| 9         | 2    | Emilia Lillemo          | Sverige        | 9.33,01  | 0Q0, 0PB0  |
| 10        | 2    | Carolina Robles         | Spanien        | 9.33,79  | 0Q0        |
| 11        | 1    | Aude Clavier            | Frankrike      | 9.34,54  | 0Q0        |
| 12        | 1    | Linn Söderholm          | Sverige        | 9.34,62  | 0Q0, 0PB0  |
| 13        | 2    | Olivia Gürth            | Tyskland       | 9.34,69  | 0Q0        |
| 14        | 1    | Irene Sánchez-Escribano | Spanien        | 9.34,80  | 0Q0        |
| 15        | 2    | Adva Cohen              | Israel         | 9.35,41  | 0Q0, 0SB0  |
| 16        | 1    | Luiza Gega              | Albanien       | 9.35,77  | 0Q0        |
| 17        | 2    | Aneta Konieczek         | Polen          | 9.41,23  |            |
| 18        | 1    | Juliane Hvid            | Danmark        | 9.42,32  |            |
| 19        | 1    | Laura Maasik            | Estland        | 9.44,20  | 0NR0       |
| 20        | 1    | Derya Kunur             | Turkiet        | 9.44,51  |            |
| 21        | 1    | Andreea Stavila         | Moldavien      | 9.45,35  | 0PB0       |
| 22        | 1    | Sümeyye Erol            | Turkiet        | 9.45,36  |            |
| 23        | 2    | Natalija Strebkova      | Ukraina        | 9.45,71  |            |
| 24        | 1    | Michelle Finn           | Irland         | 9.46,93  | 0SB0       |
| 25        | 2    | Tuğba Güvenç            | Turkiet        | 9.53,37  |            |
| 26        | 1    | Lena Millonig           | Österrike      | 9.57,50  |            |
| 27        | 2    | Flavie Renouard         | Frankrike      | 9.59,29  |            |
| 28        | 2    | Julia Samuelsson        | Sverige        | 10.01,65 |            |
| 29        | 1    | Eleonora Curtabbi       | Italien        | 10.05,30 |            |
| 30        | 2    | Blanca Fernández        | Spanien        | 10.08,59 |            |
| 31        | 2    | Zita Urbán              | Ungern         | 10.14,39 |            |
| 32        | 2    | Maria Mihaela Blaga     | Rumänien       | 10.32,84 |            |
| 33        | 1    | Chiara Scherrer         | Schweiz        | 0DNF0    |            |
| 33        | 2    | Shirley Lang            | Schweiz        | 0DNF0    |            |

### Final
| Placering | Namn                    | Nationalitet   | Tid     | Noteringar |
| --------- | ----------------------- | -------------- | ------- | ---------- |
| 1         | Alice Finot             | Frankrike      | 9.16,22 | 0EB0       |
| 2         | Gesa Felicitas Krause   | Tyskland       | 9.18,06 |            |
| 3         | Elizabeth Bird          | Storbritannien | 9.18,39 | 0SB0       |
| 4         | Stella Rutto            | Rumänien       | 9.22,36 | 0PB0       |
| 5         | Luiza Gega              | Albanien       | 9.22,92 | 0SB0       |
| 6         | Ilona Mononen           | Finland        | 9.23,28 | EU23L      |
| 7         | Alicja Konieczek        | Polen          | 9.23,28 |            |
| 8         | Carolina Robles         | Spanien        | 9.23,75 | 0PB0       |
| 9         | Lea Meyer               | Tyskland       | 9.27,85 |            |
| 10        | Irene Sánchez-Escribano | Spanien        | 9.27,97 |            |
| 11        | Olivia Gürth            | Tyskland       | 9.31,98 |            |
| 12        | Adva Cohen              | Israel         | 9.33,88 |            |
| 13        | Kinga Królik            | Polen          | 9.37,63 |            |
| 14        | Emilia Lillemo          | Sverige        | 9.38,34 |            |
| 15        | Aude Clavier            | Frankrike      | 9.46,70 |            |
| 16        | Linn Söderholm          | Sverige        | 9.54,14 |            |